# Ressources humaines (film)
Pour les articles homonymes, voir Ressources humaines.
Pour plus de détails, voir Fiche technique et Distribution.
Ressources humaines est un film français réalisé en 1999 par Laurent Cantet.

## Synopsis
Le film raconte l'histoire de Franck, jeune diplômé d'une grande école de commerce parisienne qui décide de faire un stage à la « direction des ressources humaines » dans une usine de sa région natale, la Normandie. Cette usine a la particularité d'être celle où travaille son père, ouvrier depuis plus de 30 ans. Franck est chargé de mettre en place la modulation du temps de travail dans cette entreprise à la suite de la loi relative aux 35 heures. Au cours de son stage, il s'aperçoit qu'un plan de licenciement est prévu…

## Fiche technique
- Titre français : Ressources humaines
- Réalisation : Laurent Cantet
- Scénario : Laurent Cantet
- Dialogues : Laurent Cantet et Gilles Marchand
- Direction artistique : Caroline Bernard
- Décors : Romain Denis
- Costumes : Marie Cesari
- Photographie : Matthieu Poirot-Delpech, Claire Caroff
- Son : Antoine Ouvrier, Philippe Richard
- Montage : Robin Campillo, Stéphanie Léger
- Musique : Quatuor n° 13 en la mineur de Franz Schubert
- Production : Caroline Benjo, Carole Scotta
- Production exécutive : Barbara Letellier
- Directeur de Production : Mat Troi Day
- Société(s) de production : Haut et Court (Paris), La Sept
- Société de distribution : Haut et Court
- Pays de production :  France
- Langue : français
- Format : couleurs - 1,66:1 -  son Dolby
- Genre : drame
- Durée : 100 minutes
- Dates de sortie : 
  - France : 15 janvier 2000

## Distribution
- Jalil Lespert : Franck Verdeau
- Jean-Claude Vallod : Jean-Claude Verdeau, le père de Franck
- Chantal Barré : la mère de Franck
- Véronique de Pandelaère : Sylvie, la soeur de Franck
- Michel Begnez : Olivier, le beau-frère de Franck
- Lucien Longueville : le patron
- Pascal Sémard : le directeur des ressources humaines
- Danielle Mélador : Danielle Arnoux, la syndicaliste de la CGT
- Stéphanie Chevret : la secrétaire
- Didier Emile-Woldemard : Alain
- Françoise Boutigny : Betty
- Stéphane Tauvel : Christian
- Félix Cantet : Félix, fils de Sylvie et Olivier
- Marie Cantet : Marie, fille de Sylvie et Olivier

## Sortie en salle et diffusion à la télévision
Ressources humaines a la particularité d'avoir été diffusé à la télévision (sur Arte, coproducteur du film) la veille de sa sortie en salles. La chaîne avait déjà tenté l’expérience avec L’Âge des possibles de Pascale Ferran en 1996.

## Distinctions
- Festival international du film de Thessalonique 1999 : meilleur scénario
- 2001 : Meilleure première œuvre, aux César du cinéma français
- 2001 : Meilleur espoir masculin pour Jalil Lespert, aux César du cinéma français